# قتال الدجاج (فلم)
قتال الدجاج (بالإنجليزية: Chick Fight) هو فيلم أكشن كوميدي أنتج في الولايات المتحدة وصدر في عام 2020. من إخراج بول ليدن وبطولة مالين أكرمان،بيلا ثورن،كيفن كونولي،كيفين ناش وأليك بالدوين.

## روابط خارجية
- مقالات تستعمل روابط فنية بلا صلة مع ويكي بيانات

لا توجد روابط لمواقع التواصل الاجتماعي.